# Estádio Narendra Modi
Estádio Narendra Modi é um campo de críquete localizado em Motera, Amedabade, no estado de Guzerate, Índia. Com capacidade total para 132 mil espectadores, é o maior estádio do mundo [en]. Pertence à Associação de Críquete de Guzerate [en] e sedia partidas tanto nacionais quanto internacionais.  O estádio já recebeu diversos jogos de grande relevância, como a final da Copa do Mundo de One Day International em 2023. Seu nome homenageia o primeiro-ministro da Índia, Narendra Modi.